# Józef Bogaczewicz
Józef Karol Bogaczewicz (ur. 28 stycznia 1904 w Sanoku, zm. 22 lutego 1991 tamże) – polski nauczyciel, przyrodnik, poeta.

## Życiorys

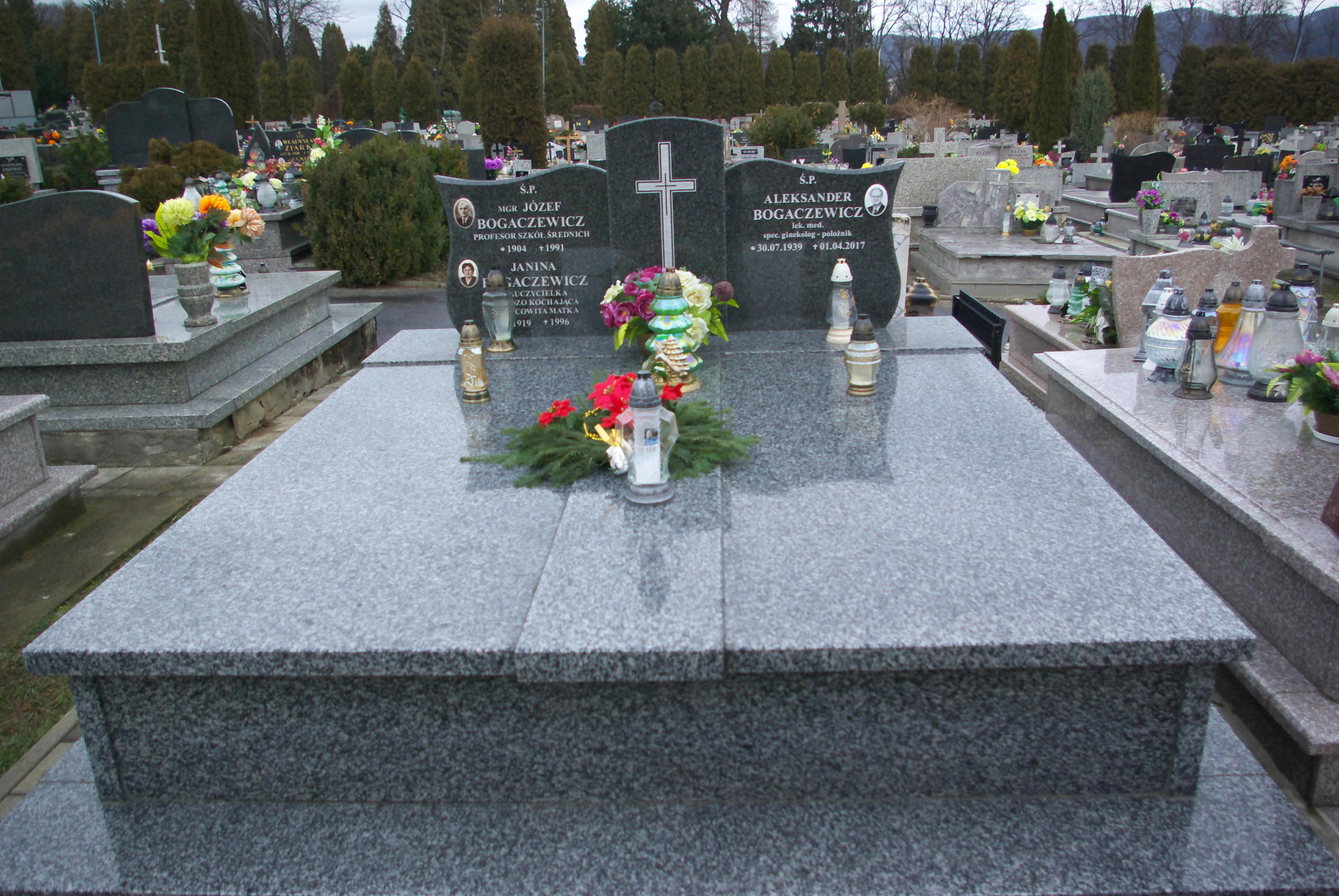
Grobowiec rodziny Bogaczewiczów w Sanoku

Józef Karol Bogaczewicz urodził się 28 stycznia 1904 w Sanoku. Pochodził z wielodzietnej rodziny mieszczańskiej. Był synem Antoniego (sługa kolejowy). W 1922 zdał egzamin dojrzałości w Państwowym Gimnazjum w Sanoku (w jego klasie byli m.in. Maria Myćka-Kril, Kazimierz Ochęduszko, Edward Szwed, Julian Zawadowski). Po zdaniu matury przez rok był nauczycielem na wsi w województwie poznańskim. Następnie podjął studia w kierunku biologii na Wydziale Matematyczno-Przyrodniczym Uniwersytetu Jana Kazimierza we Lwowie, które ukończył z wyróżnieniem w 1926. W okresie II Rzeczypospolitej był zatrudniony jako nauczyciel w Seminarium Nauczycielskim w Drohobyczu, Rohatynie, Złoczowie oraz w Państwowym Liceum i Gimnazjum im. Józefa Korzeniowskiego w Brodach, gdzie został mianowany profesorem szkół średnich.
Po wybuchu II wojny światowej 1939 podczas okupacji sowieckiej pozostawał nauczycielem w Brodach. Po ataku Niemiec na ZSRR z połowy 1941 był zatrudniony jako księgowy w Bursztynie. Tam jednocześnie podjął działalność w ramach tajnego nauczania. Od 1942 przebywał ponownie w Sanoku, gdzie w czasie okupacji niemieckiej pracował w Polskiej Szkole Handlowej (Polnische Öffentliche Handelsschule) wykładając maszynopisanie i higienę oraz również działał w tajnym nauczaniu (Wojciech Sołtys podał czas przybycia J. Bogaczewicza do Sanoka w kwietniu 1944). Po wojnie był nauczycielem szkół średnich w Sanoku, wykładając chemię, matematykę i biologię. Pracował w Liceum Pedagogicznym, Zespole Szkół Mechanicznych (1947-1949), I Liceum Ogólnokształcącym Męskim, w II Liceum Ogólnokształcącym Żeńskim (gdzie uczył chemii). Pełnił funkcję sekretarza POP PZPR. W 1969 odszedł na emeryturę. Pisał również wiersze, w których opiewał przyrodę Sanoka i Bieszczadów. W Sanoku zamieszkiwał przy ulicy Bartosza Głowackiego 23.
Józef Bogaczewicz zmarł 22 lutego 1991. Był żonaty z Janiną (1919-1996), także nauczycielką. Oboje zostali pochowani w grobowcu rodzinnym na Cmentarzu Centralnyn w Sanoku. Tomik poezji pt. Wiersze matematyka autorstwa Józefa Bogaczewicza został wydany pośmiertnie w 1994 przez jego syna Aleksandra (1939-2017), który został lekarzem ginekologiem-położnikiem.

## Odznaczenia
- Krzyż Kawalerski Orderu Odrodzenia Polski
- Medal Komisji Edukacji Narodowej
- Złota Odznaka Tajnego Nauczania
- Złota Odznaka ZNP
- Złota odznaka „Zasłużony Działkowiec”
- Srebrna odznaka „Zasłużony Działkowiec”
- Odznaka Honorowa Polskiego Czerwonego Krzyża